# Georg Cohn (Romanist)
Georg Cohn (* 18. Dezember 1865 in Berlin; † 14. Dezember 1945 ebenda) war ein deutscher Romanist und Privatgelehrter jüdischer Herkunft.

## Leben
Georg Cohn war ein Sohn des aus Dessau stammenden Kaufmanns und Fabrikbesitzers Ferdinand Cohn (1816–1895) und der Clara geb. Jacoby († 1898). Sein älterer Bruder war der Architekt und Universitätsprofessor Albert Cohn (später Carsten).
Cohn machte 1883 am Kreuzberger Leibniz-Gymnasium Abitur. Er studierte Romanische Philologie in Berlin (auch Bonn und Halle) und wurde 1890 bei Adolf Tobler promoviert. Dann arbeitete er wissenschaftlich als Privatgelehrter und veröffentlichte von 1894 bis 1921 insgesamt rund 500 Seiten Forschungsergebnisse (überwiegend zum Altfranzösischen, aber auch zu Petrarca) in den bedeutenden romanistischen Zeitschriften seiner Zeit.
Da er in den letzten zwanzig Jahren seines Lebens nicht mehr publizierte, kann vermutet werden, dass er an einem größeren Werk arbeitete, dessen Manuskript verschwunden ist.
Cohn heiratete am 15. März 1920 Käthe Müller, eine Tochter des Oberlehrers  Adolf Müller (1847–1926). Bis zu seiner Heirat wohnte er in Wilmersdorf in der Bregenzer Straße 8, danach zog er mit seiner Ehefrau in deren elterliche Wohnung in der Kaiserallee 114 in Friedenau. In den 1930er und 1940er Jahren wohnte das Ehepaar an wechselnden Adressen in Wilmersdorf, Schöneberg, Dahlem und Charlottenburg. In Schöneberg oder Dahlem dürfte ihn 1938 Yakov Malkiel besucht haben.

## Werke
- Die aus dem Neufranzösischen erkennbaren, im Vulgärlatein und im vorlitterarischen Französisch eingetretenen Wandlungen auf dem Gebiete der lateinischen Nominalsuffixe. 1890
- Die Suffixwandlungen im Vulgärlatein und im vorlitterarischen Französisch nach ihren Spuren im Neufranzösischen. Niemeyer, Halle an der Saale 1891.